# Gaetano da Thiene (filosofo)
Gaetano da Thiene (Gaeta, 1387 – Padova, 18 luglio 1465) è stato un filosofo, medico e religioso italiano del Rinascimento, vissuto a Padova.
Non va confuso con il santo omonimo, suo nipote, vissuto nel secolo successivo.

## Biografia
Nacque nel 1387 a Gaeta, figlio naturale di Simone della illustre famiglia dei Thiene. Forse intraprese i suoi primi studi a Napoli.
Dal 1406 circa era all'Università di Padova, dove fu allievo di Paolo da Venezia laureandosi nelle arti nel 1413, poi in medicina nel 1428. Gaetano, come il suo maestro Paolo, seguì un'interpretazione averroista degli insegnamenti di Aristotele. Lavorò a un compromesso tra quella posizione e le dottrine cristiane sull'immortalità personale dell'anima, in seguito abbandonando completamente l'averroismo.
Era un conoscitore dei testi dei Calculatores di Oxford, i logici inglesi del XIV secolo.
Nel 1422 iniziò a insegnare logica e nel 1430 filosofia naturale, succedendo al maestro Paolo da Venezia. Alla sua morte, a sua volta, gli succedette il suo allievo Nicoletto Vernia. Tra i suoi allievi vi furono anche Pietro Roccabonella, noto professore di medicina a Padova, e il futuro cardinale Ludovico Podocataro.
Nel 1436 divenne canonico della cattedrale di Padova. Nel 1445, obbligato dalle autorità veneziane, entrò nel Collegio dei dottori di arti e medicina. Nel 1452 fece richiesta di ritirarsi dall'insegnamento, ma non fu accolta.
Morì nel 1465 a Padova, dopo avere donato al convento di Sant'Antonio la raccolta delle proprie opere manoscritte e corrette, che ebbero ampia diffusione.

## Opere
- De Anima Aristotelis, Venetiis, Antonius de Strada de Cremona, 1481.